# It's Time (Michael Bublé)
It's Time is het tweede studioalbum van de Canadese zanger Michael Bublé. Op het album staan onder andere de hits Home en Feeling good. Ook staan er duetten op met Nelly Furtado en Chris Botti.
Het album kwam in de Nederlandse Album Top 100 tot nummer 2, en in Amerika kwam het tot nummer 7. Wereldwijd is het album al 5,3 miljoen keer over de toonbank gegaan.
Op het album staan onder andere covers van The Beatles en Ray Charles.

## Nummers
1. Feeling good (Leslie Bricusse, Anthony Newley) – 3:56
2. A foggy day (In London town) (George Gershwin, Ira Gershwin) – 2:31
3. You don't know me (Eddy Arnold, Cindy Walker) – 4:13
4. Quando, quando, quando (Tony Renis, Alberto Testa, Pat Boone) (met Nelly Furtado) – 4:44
5. Home (Michael Bublé, Amy Foster-Gillies, Alan Chang) – 3:45
6. Can't buy me love (John Lennon, Paul McCartney) – 3:14
7. The more I see you (Mack Gordon, Harry Warren) – 3:47
8. Save the last dance for me (Walter Hirsch, Frank Magine, Phil Spitalny) – 3:37
9. Try a little tenderness (James Campbell, Reginald Connelly, Harry Woods) – 3:33
10. How sweet it is (Lamont Dozier, Brian Holland, Eddie Holland) – 2:58
11. Song for you (Leon Russell) (met Chris Botti) – 4:42
12. I've got you under my skin (Cole Porter) – 3:39
13. You and I (Stevie Wonder) – 3:54